# Сан-Жуан (Лиссабон)
Сан-Жуан (порт. São João) — район (фрегезия) в Португалии, входит в округ Лиссабон. Является составной частью муниципалитета Лиссабон. Находится в составе крупной городской агломерации Большой Лиссабон. По старому административному делению входил в провинцию Эштремадура. Входит в экономико-статистический субрегион Большой Лиссабон, который входит в Лиссабонский регион. Население составляет 17 073 человека на 2001 год. Занимает площадь 1,56 км².
Покровителем района считается Иоанн Креститель (порт. João Baptista).

## История
Район основан в 1959 году